# فيليب سكوفيلد
فيليب سكوفيلد بريان (بالإنجليزية: Phillip Schofield) (1 أبريل 1962) مقدم تلفزيوني وشخصية تلفزيونية إنجليزية يعمل عن طريق القناة.

## روابط خارجية
- فيليب سكوفيلد على موقع IMDb (الإنجليزية)
- فيليب سكوفيلد على موقع ميوزك برينز (الإنجليزية)
- فيليب سكوفيلد على موقع ديسكوغز (الإنجليزية)
- فيليب سكوفيلد على موقع قاعدة بيانات الفيلم (الإنجليزية)
- موقع فيليب سكوفيلد الرسمي